# Survive-ZERO
MAVERICK（マーベリック）は、日本の女性アイドルグループ、ダンスユニット。グループ名の意味は「一匹狼」。
2006年に結成されたSurvivёを前身とし、2009年2月1日にフィノリアファクトリー所属のSurvivё-ZERO（サバイブ ゼロ）として活動を再開。2011年3月8日よりSurvive-ZEROの表記となる。
2015年1月1日、グループ名をMAVERICK（マーベリック）に改名。

## 沿革
- 2006年8月、河西舞桜、青山実紗、大久保陽夏、駒宮美都季、青山奈々の5名により前身となるSurvivёを結成。
- 2008年8月22日限りで活動停止をしていたが、2009年2月1日から、河西舞桜、山下るい、青山路代の元メンバー3名によりSurvivё-ZEROとして活動再開。
- 2009年12月13日に赤坂MOVEで1stワンマンライブ『めぐり会えたキセキ〜』開催。
- 2010年8月29日に上野BRASHで2ndワンマンライブ『a reason〜そこにいる理由〜』開催。
- 2011年2月3日に小林沙弥香の加入が発表される。活動開始は2月26日から。
- 2011年3月8日より表記を「Survivё-ZERO」より「Survive-ZERO」に変更。
- 2011年7月23日深夜3:15より放送の月刊Melodix！「アイドル下克上コーナー」(テレビ東京)に出演。
- 2011年8月13日に大塚Deepaにて3rdワンマンライブ『yeah! yeah! yeah!〜パパもママも気付かない南風吹く熱い夜〜』開催。
- 2011年8月27日・28日開催の『TOKYO IDOL FESTIVAL 2011 Eco & Smile』に出演。
- 2011年8月28日『TOKYO IDOL FESTIVAL 2011 Eco & Smile』をもって酒井蘭卒業。今後グラビアを中心に活動予定。
- 2011年9月11日、佐藤あきほの加入が発表される。活動開始は2011年10月9日から。
- 2012年4月29日、渋谷Milkywayにて4thワンマンライブ『東京〜君想う街〜』開催。
- 2012年5月16日、待望の1stアルバム『Survive First From ZERO』(FFMC-0002)を全国発売。
- 2012年6月25日、同事務所の柳田久瑠実が期間限定メンバーとして加入。
- 2012年8月4日・5日開催の『TOKYO IDOL FESTIVAL 2012』に出演。
- 2012年11月18日をもって柳田久瑠実の期間限定任務完了。
- 2013年1月26日、同事務所FG学園塁球部の高平七海がSurvive-ZEROとの兼任を発表。
- 2013年1月27日の公演をもって小林沙弥香卒業。
- 2013年2月2日の公演より高平七海加入＆活動開始。
- 2013年2月2日の公演より同事務所NEXT Choiceの津川愛美が期間限定メンバーとして加入。
- 2013年4月28日の公演をもって津川愛美の期間限定任務完了。
- 2013年9月16日、佐藤あきほが卒業発表。
- 2013年9月16日、同事務所FG学園塁球部の関根聖がSurvive-ZEROとの兼任を発表。
- 2013年9月16日、飯塚夏子がサポートメンバーとして活動していく事が発表される。
- 2013年9月30日、高平七海がFG学園塁球部との兼任を終了。と同時にサブリーダーに就任。
- 2013年12月22日、渋谷 Gladにて5thワンマンライブ『colors 〜あなた色に染まる夜〜』開催。
- 2014年6月8日、関根聖がFG学園塁球部との兼任を終了。
- 2014年8月10日、吉祥寺CLUB SEATAにて6thワンマンライブ『この雪とともに 〜真夏の雪遊び〜』開催。
- 2015年1月1日にSurvive-ZEROから改名。ロックテイストな曲からEDMベースの曲へと以降の楽曲イメージも変更している。
- 2015年7月26日開催『Finolia Factory Holiday Special Vol.100』をもって高平七海卒業。
- 2015年11月29日、吉祥寺CLUB SEATAにてMAVERICK 1stワンマンライブ『Driving Snow 〜寒い夜にも会いたくて〜』開催。
- 2016年5月4日、渋谷GARRET UDAGAWAにてMAVERICK 2ndワンマンライブ『Into The Sky 〜空へ〜』開催。
- 2017年5月7日、渋谷GARRET UDAGAWAにてMAVERICK 3rdワンマンライブ『Trembling Lip〜震える想い〜』開催。
- 2017年5月14日の公演をもってMARIA卒業。
- 2017年5月28日、東京タワースタジオにて行われた「アイドル×マスクマン 東京アイドル旋風祭×シアタープロレス花鳥風月」出演[2]。
- 2017年7月23日、Liciel『FG学園塁球部』三代目キャプテンに就任。
- 2017年10月24日の公演をもって河崎汐卒業。
- 2018年4月1日の公演をもって柳田久瑠実卒業。同年7月16日をもってLicielが卒業[3]、

## メンバー
藤倉 美咲（ふじくら みさき）
- 6月14日生まれ。身長152cm。富山県出身。血液型O型。
- 愛称は、ミサティ。
- 2009年4月29日のライブより参加。完全メイド宣言元メンバー。2008年日本プロ麻雀協会の女流プロ認定試験合格。MAVERICK以降、リーダー改め総大将に就任。完全メイド宣言時代には流行語大賞を受賞している[4]。所属事務所の教育でもある。
- イメージカラーは藤紫。

## おもな元メンバー
高平 七海（たかひら なみ）
- 1994年3月4日生まれ（31歳）。東京都出身。血液型O型。
- 愛称は、なーみん。
- 2013年2月2日のライブより加入。元サブリーダー。大学卒業を機に2015年7月に卒業。
- イメージカラーは緑 → 紫へ。

MARIA（まりあ）
- 1997年11月17日生まれ（27歳）。埼玉県出身。血液型B型。
- 2013年9月16日のライブより加入。本名および旧芸名は関根聖（せきね まりあ）。元リーダー。ソロライブ100回達成。2017年5月に卒業。
- イメージカラーは聖なる夜の蒼。

河崎 汐（かわさき しおり）
- 1994年10月4日生まれ（30歳）、福岡県出身。身長154cm。O型。特技はバスケットボール[5]。2016年1月17日に正規メンバー昇格。2017年10月24日卒業。
- 仲間由紀恵の演技を観て心が動き芸能界を志し、高校半ばまで東京の別の事務所に所属。福岡と東京を往復していた。

柳田 久瑠実（やなぎだ くるみ）
- 1996年10月22日生まれ（28歳）。身長156cm。東京都出身。O型。特技は体操[6]。愛称はくるる。2018年4月1日卒業。
- 事務所が同じchoice?メンバーも兼任。特技の体操は新体操8年。2012年からの期間限定加入だったが、一時離脱ののち、MAVERICK以降、正規メンバーとなっている。黒髪が特徴だったが、2017年現在はMAVERICKのイメージに合わせ茶髪。2012年6月3日には1stシングル『MY DEAR LOVE 〜人生は偉大〜』を発売するなどソロでも活動する。

Liciel（りせる）
- 1998年1月13日生まれ（27歳）。身長151cm。山羊座、O型。イメージカラー｢マリーゴールド｣。本名および旧芸名は高橋凛聖瑠（たかはし りせる）。
- 2016年1月よりサポートメンバー。10月に正規加入[7]。特技はフルート・ピアノ。19歳の誕生日を境に、アルファベット綴りのLicielに改名[8]。
- 2017年7月23日正式に同事務所内ユニットFG学園塁球部のキャプテンに就任。
- FG学園塁球部で活動する時は高橋凛聖瑠名義。肩書きは「1番センター、キャプテン」
- 2018年7月16日、MAVERICK卒業。

## ディスコグラフィー(Survive-ZERO)

### Survive-ZERO
1. 『めぐりあえたキセキ』（2009年3月28日）
2. 『a reason』（2009年7月25日）
3. 『yeah! yeah! yeah!〜南風ふいたら〜』（2009年8月27日）
4. 『東京』（2009年10月10日）「Survivё-ZERO featurig Rizumu」名義
5. 『colors』（2009年12月13日）
6. 『この雪とともに』（2010年2月13日）
7. 『Lucky!愛が地球をエコロジー!!』（2010年6月12日）
8. 『愛、勇気、その他すべて』（2010年8月15日）
9. 『蜩』（2010年9月12日）
10. 『青い空の下、君の幸せを願ってる』（2011年2月26日）
11. 『烈』（2011年5月22日）
12. 『Thanks to you』（2011年8月13日）
13. 『Trap in Love』（2011年12月24日）
14. 『In This Night』（2012年11月25日）
15. 『狂気と愛情の間』（2013年4月29日）
16. 『とことん夢見て、胸が苦しくなるほど愛し合え！』（2013年10月27日）
17. 『Hey Boy! Hey Girl!』（2013年12月22日）
18. 『秘密』（2014年4月20日）
19. 『It's all my life』（2014年7月6日）
20. 『糸〜thread of light〜』（2014年8月10日）「Survive-ZERO with 柳田久瑠実」名義
21. 『冬物語』（2016年1月17日）「紗羽唯舞☆零」名義

### MAVERICK
1. 『Driving Snow』（2015年1月11日）
2. 『Into The Sky』（2015年10月18日）
3. 『Trembling Lip』（2015年11月29日）
4. 『初恋』（2016年5月4日）
5. 『Reach You』（2016年7月31日）
6. 『Ready-Steady-Go』（2017年5月7日）

### アルバム
- Survive First From ZERO(FFMC-0002)（2012年5月16日）

収録曲
1. めぐりあえたキセキ
2. a reason
3. yeah! yeah! yeah!〜南風ふいたら〜
4. 東京【feat.Rizumu】
5. colors
6. この雪とともに
7. Lucky!愛が地球をエコロジー!!
8. 愛、勇気、その他すべて
9. 蜩
10. 青い空の下、君の幸せを願ってる
11. 烈
12. Thanks to you
13. Trap in Love
14. Over The Rainbow 〜頑張るあなたへ〜【ZERO Remix】

### ソロ・ユニット楽曲
青山路代
- Epilogue（2010年5月3日）

Misaki F91（藤倉美咲）
- Go to journey 〜クローバーとピストル〜（2010年5月15日）
- 『烈』（2011年5月22日）

藤倉美咲
- 白い吐息（2010年11月20日）

お菓子づくり（藤倉美咲）
- 白い吐息（2010年11月20日）
- 秘密の呪文〜Day before Valentine〜（2011年2月12日）
- お菓子づくり音頭（2011年7月3日）
- 傘と王子と日曜日（2012年5月19日）
- 平日だけど特別なひなまつりの歌(2013年2月24日)
- パンプキン☆ポンプキン(2014年10月26日)
- 約束（2016年9月18日）

酒井蘭
- Angel Pain（2010年11月27日）
- 恋歌（2011年1月22日）

AZUKI
- 散りゆく恋桜（2011年4月10日）
- 桜咲く頃に（2012年3月3日）

Finolia Girls（藤倉美咲・酒井蘭・小林沙弥香）
- 東日本大震災チャリティ企画ＣＤ（2011年4月16日）

1. JUMP〜乙女の決意〜
2. & you
3. 東京

- 小さな手のひらに大きな夢を（2011年6月12日）

Finolia Girls（藤倉美咲・小林沙弥香・佐藤あきほ）
- それこそ愛だろ！（2011年9月24日）
- Tickle Tickle（2012年1月7日）
- 春愁い桜咲く（2012年3月17日）

Finolia Girls（藤倉美咲・小林沙弥香・佐藤あきほ・高平七海・関根聖）
- だってダイヤモンドは傷つかない（2012年12月29日）

Finolia Girls（藤倉美咲・高平七海・関根聖・飯塚夏子）
- 同じ星 同じ時代（2013年8月24日）

Finolia Girls（藤倉美咲・高平七海・関根聖）
- VAMOS!! VAMOS!!（2014年6月8日）

Finolia Girls（藤倉美咲・MARIA・柳田久瑠実・河崎汐）
- 桜の花びら一枚（2016年4月2日）

小林沙弥香
- きっと…（2011年10月29日）

FG学園塁球部（佐藤あきほ・高平七海・関根聖）
- 自分に出来るエトセトラ（2012年2月19日）

FG学園塁球部（高平七海・関根聖）
- 翔べ！そふと部〜Catch the future〜（2012年7月1日）
- そふと部のズンドコ節（2012年9月9日）
- 赤く僕の胸焦がす熱星（2013年2月10日）
- 夏だぜ！どんなもんじゃい！（2013年7月21日）

FG学園塁球部（関根聖）
- 放課後ジェラシー（2014年1月26日）
- この指止まれ！（2014年3月23日）

AZUKI（高平七海）
- 花のように（2012年11月11日）
- ふわり ふわり（2014年1月19日）

Rizumu with Brown Hairs(藤倉美咲)
- あの日と同じ秋の風（2013年9月16日）

高平七海
- きっと…（2014年2月23日）

柳田久瑠実
- MY DEAR LOVE 〜人生は偉大〜（2012年6月3日）
- 進め！GO AHEAD（2013年9月29日）
- 恋と呼べない関係（2014年11月23日）
- 春吹く風（2015年3月22日）

関根聖
- Under The Moon 〜蒼き月の夜〜（2014年9月21日）
- Emergency Call（2015年5月4日）

### コラボレーション
- 45組参加のアイドルオムニバスCD『IDOL PARADE vol.3』に『烈』収録。
- 吉田豪氏完全プロデュースオムニバスCD『Our Shining Idol 今君に会いたい』に藤倉美咲参加ユニット『おかしづくり』の『傘と王子と日曜日』収録。

## 書籍
- 『W100 LIVEアイドル』
- 『ネクストブレイク アイドル No.1 2010-2011』
- 『ミュージックマガジン増刊 アイドル・ソング・クロニクル2002〜2012』
- 『TRASH-UP!! vol.17「アイドル50人に聞く2013私のベスト5」』（藤倉）
- 『TRASH-UP!! vol.18』に特集記事掲載。

## レギュラー番組
- 『Finolia Girls Happy on Saturday』（WALLOP放送局）（2013年11月9日〜第2、第4土曜日12:00〜13:00）

## 舞台
佐藤あきほ
- 『ハムレッツ!!〜To be or Not to be〜』（2012年4月10日〜2012年4月15日)

高平七海
- 『箱庭の空』（2013年11月16日〜2013年11月17日)

## 備考
- ファンは「ゼロリスト」と呼ばれている。
- ライブはじめにファンによる サバゼロコールがある。